# Minorités sexuelles et de genre en Algérie
Les droits des personnes LGBT (lesbiennes, gays, bisexuels et transgenres) en Algérie font face à des discriminations spécifiques. Les relations homosexuelles, tant féminines que masculines, y sont illégales.

## Histoire
En 2013, le journaliste, blogueur, militant LGBT et féministe Zak O. alerte sur l'homophobie en Algérie. Il est visé par les autorités algériennes et la cible de menaces de mort.
Le tribunal d'El Khroub, à Constantine, condamne à trois ans de prison ferme deux personnes ayant organisé lors d'une cérémonie privée ce que la police a présenté comme un « mariage homosexuel ». 42 autres personnes y ayant assisté (35 hommes et de 9 femmes) sont condamnées à une année de prison avec sursis dans la même affaire, se basant sur les décorations de la maison et leur « apparence gay » rapporte l'ONG Human Rights Watch. Le verdict est rendu le 3 septembre 2020,.
En janvier 2023, le ministre du Commerce Kamel Rezig lance une campagne contre la vente d’articles « aux couleurs LGBT ».

## Militantisme
En Algérie, où l'armée et la religion ont un pouvoir prépondérant, où la presse est muselée et où le contrôle social est important (pas de lieux de rencontre dédiés, interdiction des relations sexuelles hors mariage, source de frustrations), Internet est l'un des rares moyens pour les personnes LGBT de parler librement de leur orientation sexuelle. Plusieurs groupes communautaires ont été créés à cette fin sur les réseaux sociaux. S'ils souhaitent notamment l'abrogation des lois discriminatoires, dans les faits « la mobilisation des LGBT algériens se concentre davantage sur "l’acceptation de soi" plus que sur le changement institutionnel ou juridique » note Regards. Créées respectivement en 2007 et en 2011 mais non reconnues légalement du fait de la législation, Abu Nawas et Alouen sont les premières associations consacrées aux personnes homosexuelles et transgenres,. 
Un magazine numérique lesbien (Lexo Fanzine), un autre pour les personnes LGBT (El Shad), une radio ainsi qu'une journée nationale des LGBT (« Ten Ten ») ont aussi été lancées.

## Conditions de vie
Au cours des années 2010, de plus en plus d'homosexuels osent faire leur coming out, malgré les difficultés et des discriminations, familiales comme de la société,. Face à la pression de leurs proches, beaucoup finissent par épouser une personne du sexe opposé.

Conservatrice, la société algérienne ne montre guère de tolérance envers les personnes homosexuelles, « un groupe minoritaire qui, quotidiennement, fait l'objet d'homophobie » note Le HuffPost, qui détaille :

« Blâmée, honnie, rejetée, condamnée, l'homosexualité masculine notamment, est considérée comme une "déviance" voire une "maladie" qui nécessite soins, suivi médical voire enfermement. Stigmatisés, les individus concernés sont généralement affublés de surnoms argotiques qui laissent transparaître une perception péjorative, dépréciative, dévalorisante, injurieuse et très souvent moqueuse tels que "atay" (enculés), "halwa" (bonbon), "noksh", terme péjorant qui équivaut à l'appellation de "pédé" [...]. La tendance de nommer les homosexuels en des termes féminins est également une pratique sémantique répandue. C'est ainsi que dans le vocabulaire courant, les homosexuels hommes se voient traiter de "mriwa" (femmelette), "Atika", qui désigne un prénom féminin »

En conséquence, les homosexuels doivent vivre cachés, notamment pour échapper aux rafles policières. « Mensonges, hypocrisie, peur, sont le quotidien des homosexuels algériens » note le chercheur Hicham Rouibah.

### Acceptation sociale
Du fait du poids de la religion, comme dans de nombreux autres pays où l'islam est la religion majoritaire, l'homosexualité est un tabou.
Le meurtre de l'étudiant Assil Belata en 2019 relève de la catégorie des crimes motivés par la haine contre les homosexuels. L'étudiant a été tué dans sa chambre du quartier universitaire et les mots « il est gay » ont été peints au mur avec son sang.

### Violences
Behind the Mask, une association d'information à but non lucratif qui publie des informations pour les lesbiennes et les gays en Afrique, décrit les attitudes publiques en Algérie comme « violemment homophobes ». Elle explique que les personnes homosexuelles peuvent être la cible d'assassinats pour des fondamentalistes musulmans et que les crimes d'honneur perpétrés par la famille et les voisins ne sont pas rares. Parmi les exemples de crimes de haine contre des homosexuels, on relève la lapidation de deux hommes dans la rue en 2001 et le meurtre de deux hommes, l'un en 1994 et l'autre en 1996. Auteur de Sexe et charia, l'islamologue Mathieu Guidère détaille : « En règle générale, vous pouvez faire ce que vous voulez chez vous ou dans des espaces privatisés. Mais dans l’espace public, cela est très pénalisé. Si un homosexuel se fait attraper dans la rue, il peut être lynché ».

### Droit
L'article 338 de la loi algérienne dispose que « tout coupable d'un acte d'homosexualité est condamné à un emprisonnement de deux mois à deux ans et au paiement d'une amende qui varie entre 500 à 2000 dinars »,.
L'article 333 punit « toute personne qui commet un outrage public à la pudeur ». Le contrevenant est passible de deux mois de prison et d'une amende allant de 500 à 2000 dinars. Si cet « outrage » est commis avec « un individu du même sexe », la peine encourue est un « emprisonnement de six mois à trois ans et une amende de 1000 à 10 000 dinars ».
Des militants LGBT mettent cependant en avant l'article 32 de la Constitution, qui proscrit toute « discrimination pour cause de naissance, de race, de sexe, d’opinion ou de toute autre condition ou circonstance personnelle ou sociale ».

### Émigration
Cette vie difficile et dangereuse a mené un homme, Ramzi Isalam, à demander l'asile au Royaume-Uni. L'Office français de protection des réfugiés et apatrides (OFPRA), dans son rapport d'activité 2019, estime au sujet des demandes d'asile d'Algériens en France « que le nombre de demandes fondées sur une appartenance au groupe social des personnes LGBTI* est en forte augmentation ».